# Engelbert Šubert
Engelbert Šubert (25. září 1879 Valašské Meziříčí – 20. ledna 1946 Praha) byl český a československý státní úředník a politik, koncem první republiky krátce ministr školství a národní osvěty.

## Biografie
Působil jako středoškolský profesor. Publikoval pravidla chování a vydal spis Šimona Lomnického z Budče. K roku 1938 se uvádí jako přednosta odboru ministerstva školství a národní osvěty.
Od 22. září 1938 zastával post ministra školství a národní osvěty v první vládě Jana Syrového. Na postu setrval do 4. října 1938.